# Alija Kebo

Alija Kebo (18. travnja 1932. – 19. siječnja 2008. godine) je bio bosanskohercegovački pisac, pjesnik, autor i urednik.
Alija Kebo je objavio više zbirka pjesama. Bio je dugogodišnji dopisnik sarajevskog dnevnog lista Oslobođenje, urednik književnog časopisa Most, te suradnik RTV Mostar. Bio je i organizator brojnih književnih večeri i drugih kulturnih aktivnosti u Mostaru.

## Objavljena djela

### Poezija
- Lopoči, 1958.
- Zvjezdana utopija, 1967.
- Izvor zagonetke, 1980.
- Hercegovina, 1981.
- Olistalo trnje, 1985.
- Odronjeni znakovi, 1990.
- Mostari i barbari, 1995.
- Amrina kletva, 1996.
- Hiljadu malih mostara, 1999.
- Od Uborka do Njujorka, 2002.
- Nepremost, 2004.

### Proza
- Nevidljivi front, 1986.
- Knjiga mostopisca, 2004.

### Zbornici
- Kamenje, zbornik hercegovačke poezije, 1962.
- Od kraja do beskraja, zbornikhercegovačke poezije, 1964.